# Agrotis panoplias
Agrotis panoplias (tên tiếng Anh: Kona Agrotis Noctuid Moth) là một loài bướm đêm thuộc họ Noctuidae. Loài này đã tuyệt chủng.
Nó là loài đặc hữu của Kona District, Hawaii, Hoa Kỳ.